# 九鬼隆幸
九鬼 隆幸（くき たかゆき）は、江戸時代前期の丹波綾部藩の世嗣。通称は宮内。

## 略歴
2代藩主・九鬼隆常の長男として誕生。
綾部藩嫡子として生まれ、天和元年（1681年）徳川綱吉に拝謁する。しかし、家督を相続することなく元禄4年（1691年）に21歳で早世した。代わって、下総国古河藩大河内松平家の分家旗本から隆直が養子に迎えられた。